# Kurzblatt-Enzian
Der Kurzblatt-Enzian (Gentiana brachyphylla), auch Kurzblättriger Enzian geschrieben, ist eine Pflanzenart aus der Gattung der Enziane (Gentiana) innerhalb der Familie der Enziangewächse (Gentianaceae).

## Beschreibung

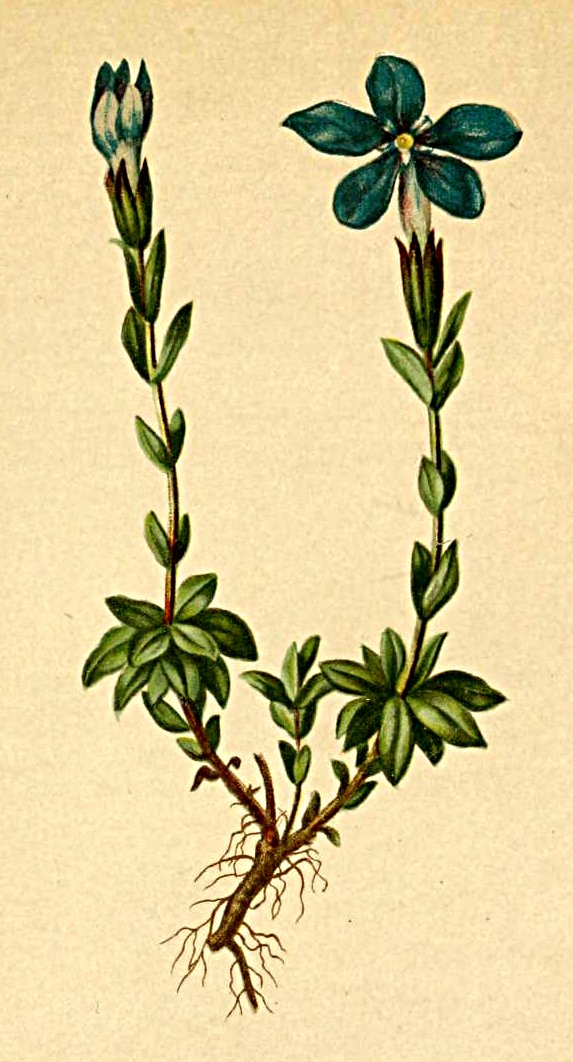
Illustration von Gentiana brachyphylla subsp. brachyphylla in Atlas der Alpenflora

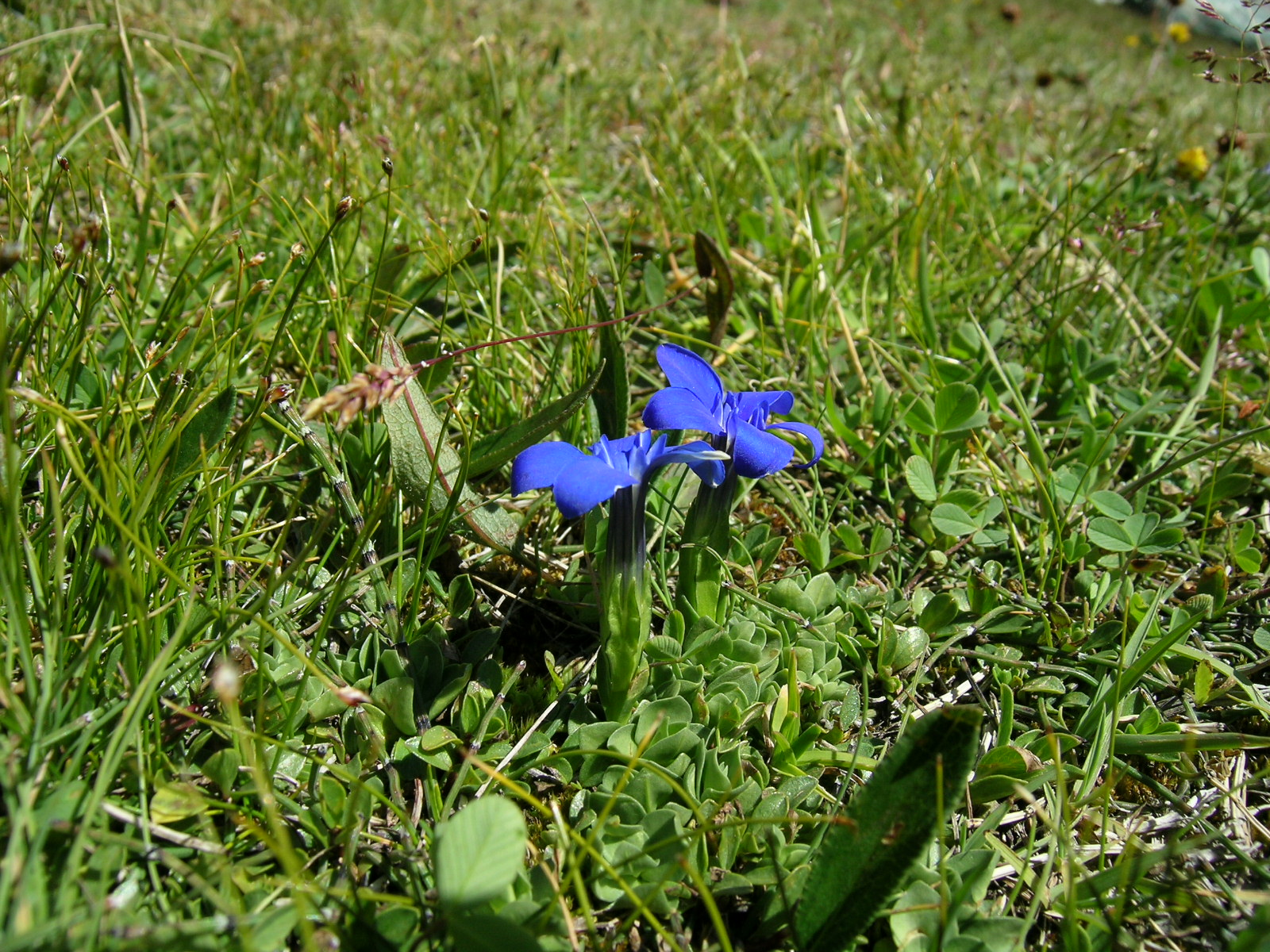
Habitus und Blüten im Habitat

### Vegetative Merkmale
Der Kurzblatt-Enzian wächst als ausdauernde krautige Pflanze, die Wuchshöhen von 3 bis 6, selten bis zu 15 Zentimetern erreicht.
Der Kurzblatt-Enzian besitzt grundständige und am Stängel gegenständig angeordnete Laubblätter, wobei die Grundblätter kaum größer als die Stängelblätter sind. Die einfachen, hell-bläulich-grünen Blattspreiten der Grundblätter sind rhombisch-elliptisch, in der Mitte am breitesten mit stumpfem bis spitzem oberen Ende und nur mit der Lupe erkennbaren papillösen Blattrand.

### Generative Merkmale
Die Blütezeit reicht von Juni bis August. Die Blüten stehen einzeln meist 2 bis 10 (bis 15) Millimeter über dem obersten Stängelblattpaaren.
Die 2 bis 15 Millimeter große, zwittrige Blüte ist fünfzählig mit doppelter Blütenhülle. Die fünf Kelchblätter sind zu einer Kelchröhre mit einem Durchmesser von meist etwa 3 (2,5 bis 4) Millimeter verwachsen und der Kelch ist an seinen Kanten 0 bis 0,3 Millimeter breit geflügelt. Die fünf hell- bis mittelblauen Kronblätter sind röhrig verwachsen. Die fünf unterseits (meist halbseitig) etwas grünlichen Kronzipfel sind mindestens doppelt so lang wie breit.
Die Chromosomenzahl beträgt 2n = 28.

## Verwechslungsmöglichkeit
Der Kurzblatt-Enzian ist nahe mit dem Rundblättrigen Enzian (Gentiana orbicularis Schur, Syn.: Gentiana brachyphylla subsp. favratii (Rittener) Tutin) verwandt, hat aber Blüten mit Kelchen, die an den Kanten fast überhaupt nicht geflügelt sind. Beim Kurzblatt-Enzian sind die Kronzipfel eiförmig-lanzettlich und mindestens doppelt so lang wie breit. Seine Kelchröhre ist 2,5 bis 4 Millimeter breit, beim Rundblättrigen Enzian ist sie 4 bis 5 Millimeter breit.

## Vorkommen
Der Kurzblatt-Enzian kommt in den Alpen, den Pyrenäen und in der Sierra Nevada vor. Der Kurzblatt-Enzian ist in Österreich mäßig häufig, kommt jedoch nur in den Bundesländern Vorarlberg, Tirol, Salzburg, Kärnten und Steiermark vor. Diese Vorkommen beschränken sich fast ausschließlich auf die Zentralalpen.
Im Unterschied zum Rundblättrigen Enzian bevorzugt der Kurzblatt-Enzian Böden über Silikatgestein, das allerdings auch einen gewissen Kalkgehalt aufweisen darf. Der Kurzblatt-Enzian gedeiht in subalpinen bis subnivalen Höhenstufen in Höhenlagen von 1800 bis 4200 Metern und ist damit die am höchsten vorkommenden Enzianart in den Alpen. Sie ist eine Charakterart des Elynetum aus dem Elynion-Verband und kommt auch in Gesellschaften des Verbandes Caricion curvulae vor.

## Systematik
Die Erstveröffentlichung von Gentiana brachyphylla erfolgte 1779 durch Dominique Villars in Prospectus de l’histoire des plantes de Dauphiné, S. 23. Synonyme für Gentiana brachyphylla Vill. sind: Calathiana brachyphylla (Vill.) Holub, Gentiana sierrae Briq., Gentiana verna subsp. brachyphylla (Vill.) P.Fourn.
Manche Autoren stellen auch den Rundblättrigen Enzian (Gentiana orbicularis Schur) als Unterart Gentiana brachyphylla subsp. favratii (Rittener) Tutin zu Gentiana brachyphylla Vill. Diese Unterart ist benannt nach Louis Favrat (1827–1893), einem Schweizer Botaniker.